# 本多忠永
本多 忠永（ほんだ ただなが）は、伊勢神戸藩の第2代藩主。神戸藩本多家3代。

## 生涯
享保9年（1724年）5月17日、初代藩主本多忠統の五男として生まれる。延享4年（1747年）に嫡子の兄忠篤が早世したために世子となる。寛延3年（1750年）11月19日の父の隠居により、家督を継いだ。
寛延4年（1751年）4月、一橋門番となる。宝暦2年（1752年）6月、馬場先門番に任じられる。9月には日光祭礼奉行となる。宝暦3年（1753年）2月に大坂加番に任じられ、宝暦6年（1756年）6月には半蔵門番、宝暦9年（1759年）9月には田安門番などを歴任した。宝暦10年（1760年）10月13日、家督を養子の忠興（兄・忠篤の長男）に譲って隠居した。
天明4年（1784年）、剃髪して随翁と号した。その後は藩政に関わらず、小栗旨源に和歌・俳句を学び、茶道にも関心を示して出雲松江藩主松平治郷と交遊したという。著書に「俳諧ふたわらひ」がある。
文化14年（1817年）5月17日に死去した。享年94。家臣や領民に慕われていたこともあり、死後の文政元年（1818年）には儒学者の長野潜によって「思徳の碑」が建設されることとなった。

## 系譜
父母
- 本多忠統

子女
- 本多忠賢
- 本多忠奝（次男）
- 内藤正識
- 本多忠尹
- 本多知一
- 本多忠憲（六男）
- 本多忠建
- 松平忠挙正室

養子
- 本多忠興 ― 本多忠篤の長男